# 런웨이브
《런웨이브》(RUN.wav)는 JTBC2에서 방영하는 음악 프로그램이다.

## 방송 개요
아이돌과 관객이 한층 깊이 있는 토크와 새로운 무대를 함께 즐길 수 있는 스토리텔링 뮤직 토크쇼

## 출연자

### MC
- 규현

## 에피소드 목록
| 회차 | 방송일    | 게스트                          |
| ---- | --------- | ------------------------------- |
| 1회  | 6월 22일  | 규현, AB6IX, 첸, 희철, fromis_9 |
| 2회  | 6월 29일  | 위키미키, 우주소녀, ONEUS       |
| 3회  | 7월 6일   | 여자친구, Stray Kids, 청하      |
| 4회  | 7월 13일  | SF9, (여자)아이들, 오마이걸     |
| 5회  | 7월 20일  | 산들, 펜타곤, 체리블렛          |
| 6회  | 7월 27일  | 레오, A.C.E, 공원소녀           |
| 7회  | 8월 3일   | 비와이, 루피, 나플라, VERIVERY  |
| 8회  | 8월 10일  | 예성, KARD, 더보이즈            |
| 9회  | 8월 17일  | 소유, NCT DREAM, CIX            |
| 10회 | 8월 24일  | HoooW, N.Flying, 네이처         |
| 11회 | 8월 31일  | JBJ95, 김국헌&송유빈, 로켓펀치  |
| 12회 | 9월 7일   | 라붐, 의진, 1TEAM               |
| 13회 | 9월 14일  | 오하영, 러블리즈, 업텐션        |
| 14회 | 9월 21일  | UV, 그루블린, 권현빈            |
| 15회 | 9월 28일  | 제시, 이달의소녀, 에버글로우    |
| 16회 | 10월 5일  | CLC, IZ, TEEN TEEN              |
| 17회 | 10월 12일 | 페노메코, X1                    |
| 18회 | 10월 19일 | 정세운, 드림캐쳐, D1CE          |
| 19회 | 10월 26일 | 슈퍼주니어, 엔플라잉            |
| 20회 | 11월 2일  | 장우혁, AB6IX, 온앤오프         |